# Valverde de Campos
Valverde de Campos ist ein nordspanisches Dorf und Hauptort einer Gemeinde (municipio) mit 91 Einwohnern (Stand: 2024) in der Provinz Valladolid in der Autonomen Gemeinschaft Kastilien-León. 

## Lage und Klima
Valverde de Campos liegt in der Region Tierra de Campos auf der kastilischen Hochebene in einer Höhe von ca. 770 m. Die Provinzhauptstadt Valladolid befindet sich mit ihrem Stadtzentrum etwa 40 Kilometer (Fahrtstrecke) südöstlich. 
Das Klima im Winter ist durchaus kalt, im Sommer dagegen warm bis heiß; die eher spärlichen Regenfälle (ca. 517 mm/Jahr) fallen überwiegend im Winterhalbjahr.

## Bevölkerungsentwicklung
| Jahr      | 1970 | 1981 | 1991 | 2001 | 2011 | 2021 |
| Einwohner | 184  | 131  | 121  | 117  | 120  | 88   |

## Sehenswürdigkeiten

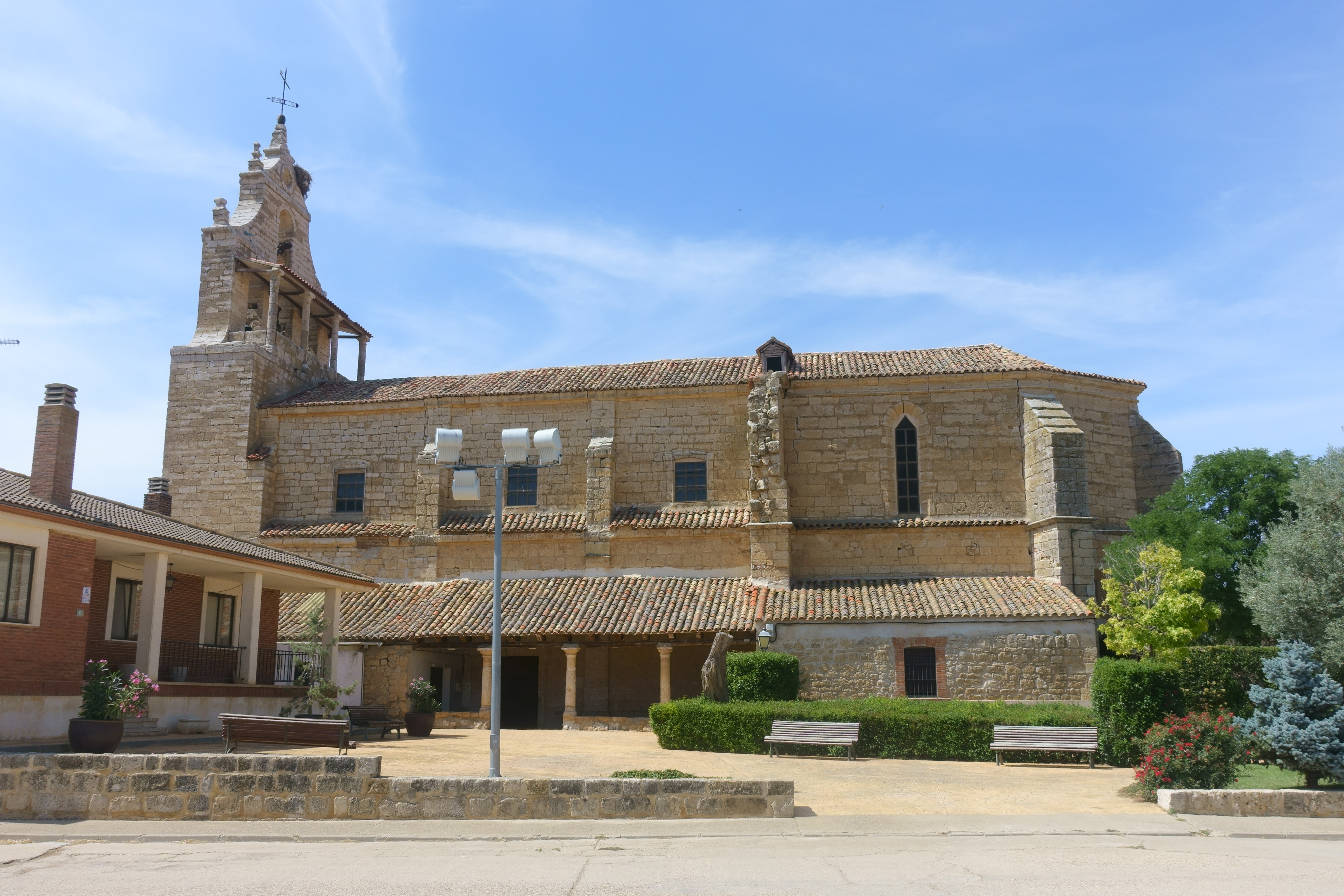
Marienkirche
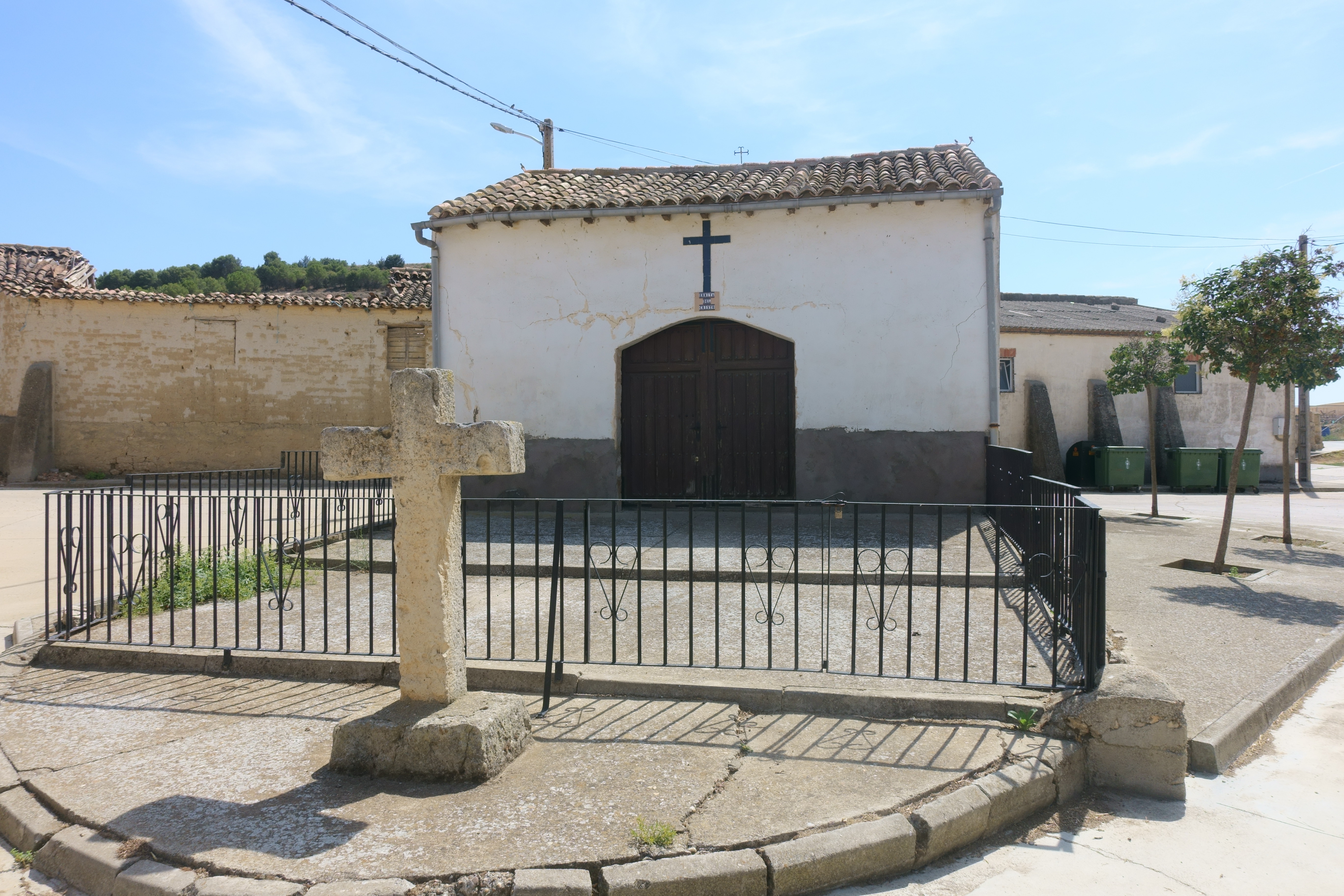
Christuskapelle
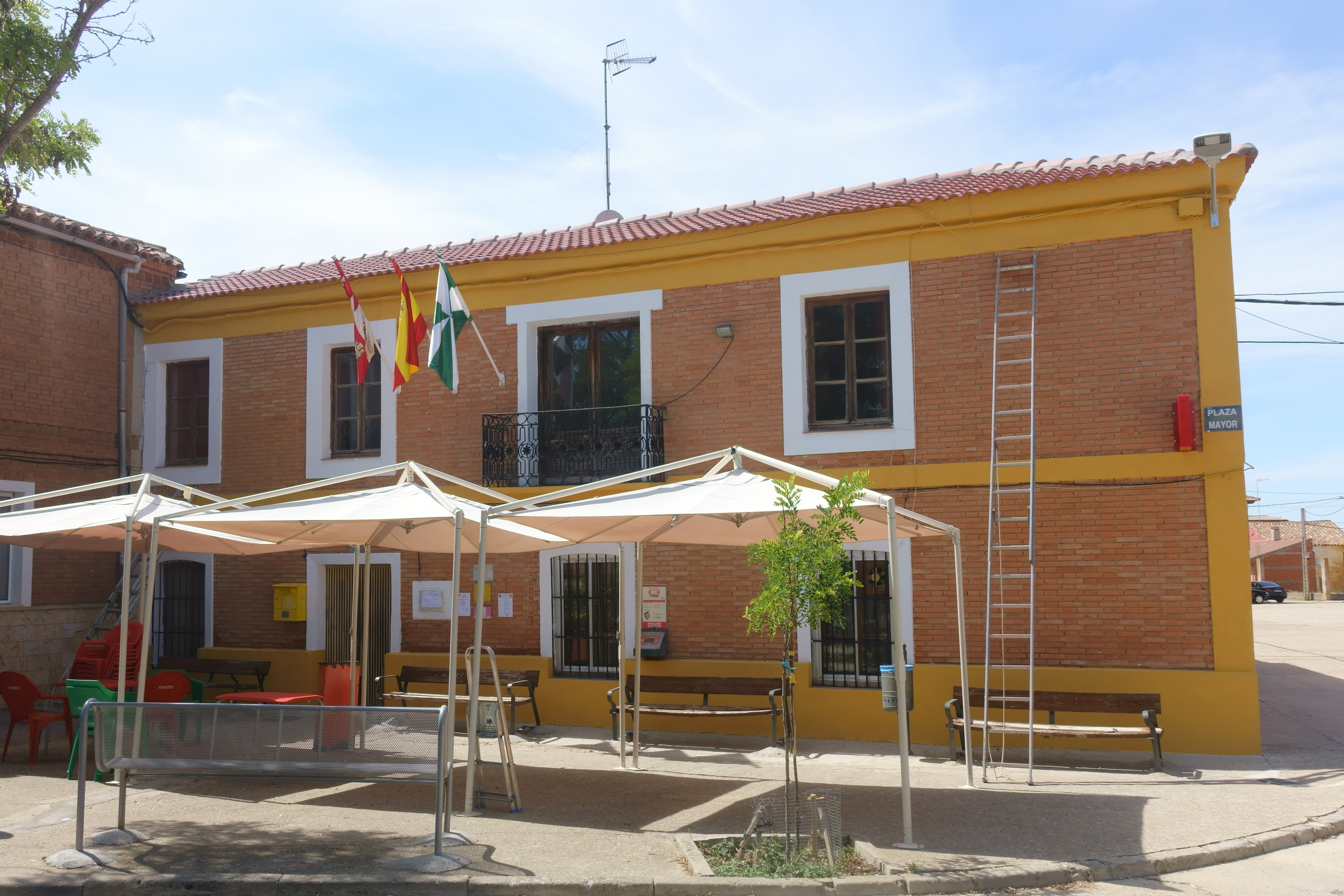
Rathaus

- Marienkirche
- Christuskapelle
- Rathaus